# Lijst van burgemeesters van Eindhoven
Dit is een lijst van burgemeesters van de Nederlandse gemeente Eindhoven in de provincie Noord-Brabant.
Het stadsbestuur van Eindhoven bestond van 1437 tot 1810 uit drie geledingen, te weten twee burgemeesters, zeven schepenen en vijf raden. De burgemeesters van Eindhoven waren verantwoordelijk voor de stedelijke inkomsten en uitgaven. Zij konden echter uitsluitend betalingen verrichten op last van de schepenen en de raden. Naast hun bemoeienis met de stedelijke economie verzorgden zij ook de inning van een deel van de landsbelastingen. Voor het ophalen van de gelden werden wel aparte collecteurs aangesteld. De burgemeesters werden door het stadsbestuur gekozen voor een periode van één jaar. Hun ambtstermijn liep van Bamis tot Bamis (1 oktober), met ingang van 1669 van 1 mei tot 30 april. De burgemeesters, die op 1 oktober 1667 hun ambt aanvaardden, bleven tot 1 mei 1669 in functie. In 1710 bepaalde de Raad van State, dat voortaan één burgemeester de stedelijke inkomsten en uitgaven moest verzorgen en de andere burgemeester uitsluitend bemoeienis van de landsbelastingen mocht hebben en dat zij elk een afzonderlijke rekening dienden op te stellen. In 1716 kwam er naast de burgemeesters een financieel zelfstandige policiemeester, die werd belast met de verpachting van het weggeld en het onderhoud van wegen, bruggen enz.
Van 1807 tot augustus 1810 waren er geen burgemeesters in Eindhoven.
Vanaf augustus 1810, na de inlijving door Napoleon Bonaparte, krijgt de gemeente Eindhoven een maire aan het hoofd, die door de prefect van het arrondissement wordt benoemd, en die assistentie krijgt van een adjudant. De maire voert de administratie en kan een deel van zijn taken delegeren aan zijn adjudant. Vanaf 5 februari 1814 is de maire van zijn eed aan het Franse gezag ontslagen en wordt weer burgemeester genoemd. Bij Koninklijk Besluit van 5 november 1815 krijgt Eindhoven voortaan drie burgemeesters, benoemd door de koning, die om de beurt als president-burgemeester de raad een jaar voorzitten.
Vanaf 1824 is er één burgemeester, en zijn er twee, later meer, wethouders.

## 17e eeuw
| Ambtsperiode               | Naam burgemeester                                            | Partij of stroming |
| -------------------------- | ------------------------------------------------------------ | ------------------ |
| 1 mei 1672 - 30 april 1673 | Wijnant IJsbrants van Ennetten Dirck Janssen van der Reijden |                    |
| 1 mei 1673 - 30 april 1674 | Willem van Stratum Simon van der Waerden                     |                    |
| 1 mei 1674 - 30 april 1675 | - -                                                          |                    |
| 1 mei 1675 - 30 april 1676 | Raes Gerits Raessens Willem Linders                          |                    |
| 1 mei 1676 - 30 april 1677 | Peter Mijssen Niclaes Habraecken                             |                    |
| 1 mei 1677 - 30 april 1678 | Johan Marcelis Verberne Johan Janssen Verberne               |                    |
| 1 mei 1678 - 30 april 1679 | Dominicus van Taterbeeck Johan van der Waerden               |                    |
| 1 mei 1679 - 30 april 1680 | Hendrick van der Boomen Willem van Stratum                   |                    |
| 1 mei 1680 - 30 april 1681 | Henrick Snellaerts Paulus van Berckel                        |                    |
| 1 mei 1681 - 30 april 1682 | Willem Tercken Dirck Conincx                                 |                    |
| 1 mei 1682 - 30 april 1683 | Adriaen van Rijsingen Martinus Raessens                      |                    |
| 1 mei 1683 - 30 april 1684 | Alexander de Laure Michiel van Lieshout                      |                    |
| 1 mei 1684 - 30 april 1685 | Wijnant van Stratum Rogier Wijnants                          |                    |
| 1 mei 1685 - 30 april 1686 | Aert Raessens Laurens van Mierlo                             |                    |
| 1 mei 1686 - 30 april 1687 | Jan Baptista van Dungen Hendrick Janssen van Breda           |                    |
| 1 mei 1687 - 30 april 1688 | Mattheus van Hooff Laurens van der Heijden                   |                    |
| 1 mei 1688 - 30 april 1689 | Cornelis Schaets Steven van Berckel                          |                    |
| 1 mei 1689 - 30 april 1690 | - -                                                          |                    |
| 1 mei 1690 - 30 april 1691 | Hendrick van de Boer Willem Buenens                          |                    |
| 1 mei 1691 - 30 april 1692 | Hendrick van de Ven Hendrick van Pelt                        |                    |
| 1 mei 1692 - 30 april 1693 | Hendrick van Biggelaer Godefridus van Cronenburgh            |                    |
| 1 mei 1693 - 30 april 1694 | Johan van Ennetten Paulus van Vlochoven                      |                    |
| 1 mei 1694 - 30 april 1695 | Johan van Flodrop Johan Cooten                               |                    |
| 1 mei 1695 - 30 april 1696 | Ysaeck Verbeecq Nicolaes Baertmans                           |                    |
| 1 mei 1696 - 30 april 1697 | Bartholomeus Berenbrouck Jacob van der Heyde                 |                    |
| 1 mei 1697 - 30 april 1698 | Wilhelm van Dooren Arnoldus van de Gevel                     |                    |
| 1 mei 1698 - 30 april 1699 | Godefridus van Cronenburgh Hendrick van Biggelaer            |                    |
| 1 mei 1699 - 30 april 1700 | Philippus van Boxmeer Jan du Pré                             |                    |
| 1 mei 1700 - 30 april 1701 | Nicolaes van Mierlo Jan Luycas Hannen                        |                    |

## 18e eeuw
| Ambtsperiode               | Naam burgemeester                                                       | Partij of stroming |
| -------------------------- | ----------------------------------------------------------------------- | ------------------ |
| 1 mei 1701 - 30 april 1702 | Arnoldus van Rijsingen Francis van Dooren                               |                    |
| 1 mei 1702 - 30 april 1703 | Johan Doppers Hendrick van den Broeck                                   |                    |
| 1 mei 1703 - 30 april 1704 | Adriaen van der Waerden Cornelis van der Schoot                         |                    |
| 1 mei 1704 - 30 april 1705 | Peeter Borchouts Peeter van Mierlo                                      |                    |
| 1 mei 1705 - 30 april 1706 | Francis de Mulder Hendrick van Gelain                                   |                    |
| 1 mei 1706 - 30 april 1707 | Adriaan de Bever Johan van de Wal                                       |                    |
| 1 mei 1707 - 30 april 1708 | Godefridus Coolen Hendrik Raessens                                      |                    |
| 1 mei 1708 - 30 april 1709 | Symon van Luytelaar Cornelis Bogaarts                                   |                    |
| 1 mei 1709 - 30 april 1710 | Hendrik Verberne Hendrik Severijn Smits                                 |                    |
| 1 mei 1710 - 30 april 1711 | Johan van Ceulen Gerard van de Renne                                    |                    |
| 1 mei 1711 - 30 april 1712 | Philippus Berenbroeck Matthias Roefs                                    |                    |
| 1 mei 1712 - 30 april 1713 | Eysebrant van Ennetten Cornelis van Pelt                                |                    |
| 1 mei 1713 - 30 april 1714 | Johan Coninghs Willem Hoppenbrouwer                                     |                    |
| 1 mei 1714 - 30 april 1715 | Willem Bogaerts Peter van Dael                                          |                    |
| 1 mei 1715 - 30 april 1716 | Willem de Haes Judocus Buenens                                          |                    |
| 1 mei 1716 - 30 april 1717 | Dirck van Moorsel Michiel van Coursel                                   |                    |
| 1 mei 1717 - 30 april 1718 | Gelenus Knips Godefridus van de Merckhof                                |                    |
| 1 mei 1718 - 30 april 1719 | Servaes Staessens Aelbert van de Berck                                  |                    |
| 1 mei 1719 - 30 april 1720 | Cornelis Sledsen Willem van Vlokhoven                                   |                    |
| 1 mei 1720 - 30 april 1721 | Johan van Osch Cornelis van Moorsel                                     |                    |
| 1 mei 1721 - 30 april 1722 | Johan van Luytelaar Gerard Arnoldus Raessens                            |                    |
| 1 mei 1722 - 30 april 1723 | Peter van den Hurk Hendrik van Mierlo                                   |                    |
| 1 mei 1723 - 30 april 1724 | Jacobus van Dinter Johan van Coursel                                    |                    |
| 1 mei 1724 - 30 april 1725 | Abraham van Breda Adriaen van Mierlo                                    |                    |
| 1 mei 1725 - 30 april 1726 | Peter Beens Johan van Breda                                             |                    |
| 1 mei 1726 - 30 april 1727 | Gerardt van den Bergh Hendrik van den Bour                              |                    |
| 1 mei 1727 - 30 april 1728 | Martinus van der Vliet Johan Coolen                                     |                    |
| 1 mei 1728 - 30 april 1729 | Peter van Alphen Caspar Helderhoff                                      |                    |
| 1 mei 1729 - 30 april 1730 | Arnoldus Berenbroeck Johan van Antwerpen                                |                    |
| 1 mei 1730 - 30 april 1731 | Judocus van Gastel Johan Marcelis Coolen                                |                    |
| 1 mei 1731 - 30 april 1732 | Peter van der Sanden Arnoldus Zeegers                                   |                    |
| 1 mei 1732 - 30 april 1733 | Peter van Breda Antoni Bogers                                           |                    |
| 1 mei 1733 - 30 april 1734 | Hendrik van Leersum Paulus Spoorenbergh                                 |                    |
| 1 mei 1734 - 30 april 1735 | Wijnandus Baertmans Michiel Beens                                       |                    |
| 1 mei 1735 - 30 april 1736 | Johan Bliex Egidius Baertmans                                           |                    |
| 1 mei 1736 - 30 april 1737 | Franciscus Keysers Hendrik Coolen                                       |                    |
| 1 mei 1737 - 30 april 1738 | Hybertus Bogers Johannes Zeegers                                        |                    |
| 1 mei 1738 - 30 april 1739 | Matheus van Hooff Hendrik van der Schoot                                |                    |
| 1 mei 1739 - 30 april 1740 | Judocus Berenbroeck Godefridus Jan Colen                                |                    |
| 1 mei 1740 - 30 april 1741 | Norbertus de Rooy Gerard Neynens                                        |                    |
| 1 mei 1741 - 30 april 1742 | Arnoldus van der Meyde Hendrik Casper Michielse                         |                    |
| 1 mei 1742 - 30 april 1743 | Amandus van Mierlo Johan van Dijk                                       |                    |
| 1 mei 1743 - 30 april 1744 | Johan van Mierlo Franciscus van Osch?                                   |                    |
| 1 mei 1744 - 30 april 1745 | Martinus van Hooff Arnoldus van der Schoot                              |                    |
| 1 mei 1745 - 30 april 1746 | Adrianus de With Johan van der Sommen                                   |                    |
| 1 mei 1746 - 30 april 1747 | Andreas le Heu Adriaan van Osch                                         |                    |
| 1 mei 1747 - 30 april 1748 | Daniel de Haas Antoni Smits                                             |                    |
| 1 mei 1748 - 30 april 1749 | Leonard van der Cruys Peter van der Heyden                              |                    |
| 1 mei 1749 - 30 april 1750 | Wynant van den Heuvel Rudolphus van Baer                                |                    |
| 1 mei 1750 - 30 april 1751 | Wilhelmus Pascharus Goltfus Peter Buenens                               |                    |
| 1 mei 1751 - 30 april 1752 | Martinus van den Broek Huybert Zeegers                                  |                    |
| 1 mei 1752 - 30 april 1753 | Alexander Beens Franciscus Zeegers                                      |                    |
| 1 mei 1753 - 30 april 1754 | Wilbort van de Ven Johannes Jacobus Janssen                             |                    |
| 1 mei 1754 - 30 april 1755 | Peter van Boekel Henricus van Bree                                      |                    |
| 1 mei 1755 - 30 april 1756 | Hendrik van Moorsel Jasper van de Ven                                   |                    |
| 1 mei 1756 - 30 april 1757 | Johan van Moorsel Paulus van Vlokhoven                                  |                    |
| 1 mei 1757 - 30 april 1758 | Theodorus Constatijn Keyssers Andries Lammers van de Ven                |                    |
| 1 mei 1758 - 30 april 1759 | Arnoldus van Heck Christiaan de Haas                                    |                    |
| 1 mei 1759 - 30 april 1760 | Petrus Arnoldus van de Broek Hendrikus van Baar                         |                    |
| 1 mei 1760 - 30 april 1761 | Huybert van de Wildenberg Wilhelmus Smits                               |                    |
| 1 mei 1761 - 30 april 1762 | Johan Verhagen Cornelis Bogaars                                         |                    |
| 1 mei 1762 - 30 april 1763 | Johan Raessens Hendrik Spoorenberg                                      |                    |
| 1 mei 1763 - 30 april 1764 | Petrus Hoppenbrouwers Johan van Gastel                                  |                    |
| 1 mei 1764 - 30 april 1765 | Johan Alexander Michiels Andreas van den Hurk                           |                    |
| 1 mei 1765 - 30 april 1766 | Bartholomeus de Witt Lambertus van der Dussen                           |                    |
| 1 mei 1766 - 30 april 1767 | Johannes Wilhelmus Heere Jasper van Breda                               |                    |
| 1 mei 1767 - 30 april 1768 | Jan van Boekel Johannes van Leersum                                     |                    |
| 1 mei 1768 - 30 april 1769 | Jacobus Pijpers Johan van Vlokhoven                                     |                    |
| 1 mei 1769 - 30 april 1770 | Johan van Breda Jacobus van Eupen                                       |                    |
| 1 mei 1770 - 30 april 1771 | Cornelis Bolsius Leonardus Raymakers                                    |                    |
| 1 mei 1771 - 30 april 1772 | Adrianus van Doorn Cornelis van de Wildenberg                           |                    |
| 1 mei 1772 - 30 april 1773 | Jan van Mierlo Goort Keyssers                                           |                    |
| 1 mei 1773 - 30 april 1774 | Wilhelmus Neynens Johan Nicolaes Smits                                  | Patriot            |
| 1 mei 1774 - 30 april 1775 | Adriaan van Dijk Arnoldus van Stratum                                   | Patriot Orangist   |
| 1 mei 1775 - 30 april 1776 | Petrus van Dijk Arnoldus Zeegers                                        | Patriot            |
| 1 mei 1776 - 30 april 1777 | dr. Norbertus Antonius van Hooff Laurens van Gastel                     |                    |
| 1 mei 1777 - 30 april 1778 | Godefridus Snieders Johannes Smits                                      | Orangist Patriot   |
| 1 mei 1778 - 30 april 1779 | Amandus Hubertus van Moorsel Antoni Janssen                             | Patriot            |
| 1 mei 1779 - 30 april 1780 | Martinus Franciscus van Hooff Godefridus van Dijk                       | Patriot            |
| 1 mei 1780 - 30 april 1781 | Antoni van Baar Arnoldus Bakers                                         | Patriot            |
| 1 mei 1781 - 30 april 1782 | Peter van Oorschot Johannes Hendrikus van de Moosdijk                   |                    |
| 1 mei 1782 - 30 april 1783 | Johannes Theodorus Smits Lambertus van de Ven                           | Patriot            |
| 1 mei 1783 - 30 april 1784 | Hubertus van de Moosdijk Hendricus Gruythuysen                          | Patriot            |
| 1 mei 1784 - 30 april 1785 | Johannes Zeegers Hendrik Joosten                                        |                    |
| 1 mei 1785 - 30 april 1786 | Peter Caspar de Haas Antoni van Luytelaar                               | Patriot            |
| 1 mei 1786 - 30 april 1787 | Johannes Laurentius van Antwerpen Henricus Petrus van Leersum           | Patriot Patriot    |
| 1 mei 1787 - 30 april 1788 | Jan (J.F.R.) van Hooff Godefridus Merks                                 | Patriot            |
| 1 mei 1788 - 30 april 1789 | Hendrik Habraken Johannes Janse Smits                                   |                    |
| 1 mei 1789 - 30 april 1790 | Gerardus van den Wildenberg Martinus Arnoldus van de Ven                |                    |
| 1 mei 1790 - 30 april 1791 | Adam Franciscus Raymakers Antoni van Bussel                             |                    |
| 1 mei 1791 - 30 april 1792 | Cornelis van Oorschot Marcelis van Rijsingen                            |                    |
| 1 mei 1792 - 30 april 1793 | Joannes Petrus van Baar Arnoldus Zeegers                                | Patriot Patriot    |
| 1 mei 1793 - 30 april 1794 | Everardus Josephus Zeegers Johannes Laurentius van Antwerpen            | Patriot Patriot    |
| 1 mei 1794 - 30 april 1795 | Johannes Gerardus Smits Johannes van Oorschot                           | Patriot            |
| 1 mei 1795 - 30 april 1796 | mr. Hendrikus van Rijsingen mr. Henricus Franciscus Dominicus L'Heureux | Patriot Patriot    |
| 1 mei 1796 - 30 april 1797 | Franciscus Teurlings Guillielmus van Kessel                             | Patriot            |
| 1 mei 1797 - 30 april 1798 | Egidius Henricus van den Broek Johannes Wilhelmus Hoefnagels            |                    |
| 1 mei 1798 - 30 april 1799 | Henricus Spoorenberg Hendricus Petrus van der Heijden                   |                    |
| 1 mei 1799 - 30 april 1800 | Pieter Reese Judocus Vogelpoel                                          |                    |
| 1 mei 1800 - 30 april 1801 | Franciscus Smits Franciscus van Osch                                    |                    |

## 19e eeuw
| Ambtsperiode                       | Naam burgemeester                                   | Partij of stroming     |
| ---------------------------------- | --------------------------------------------------- | ---------------------- |
| 1 mei 1801 - 30 april 1802         | Cornelis Spoorenberg Wilhelmus Hoppenbrouwers       |                        |
| 1 mei 1802 - 30 april 1803         | Adriaanus van Mol Henricus Habraken                 |                        |
| 1 mei 1803 - 30 april 1804         | Stephanus Leurs Reinier Peter Smits                 |                        |
| 1 mei 1804 - 30 april 1805         | Henricus Beens Jacobus Melchior van Baar            |                        |
| 1 mei 1805 - 31 december 1806      | Johannes Franciscus van Bree Josephus Jacobus Smits |                        |
| 3 augustus 1810 - 4 juni 1812      | Johannes Jacobus Janssen                            |                        |
| 4 juni 1812 - 29 oktober 1822      | Amandus Hubertus van Moorsel                        |                        |
| 2 januari 1816 - 2 oktober 1819    | Pieter Reese                                        |                        |
| 2 januari 1816 - 13 mei 1821       | Arnoldus van Baar                                   |                        |
| 14 december 1820 - 1 maart 1824    | Arnoldus van de Moosdijk                            |                        |
| 27 december 1821 - 1 maart 1824    | Reinier Peter Smits                                 |                        |
| 27 december 1822 - 1 maart 1824    | Josephus Johannes Janssen                           |                        |
| 2 maart 1824 - 3 oktober 1832      | Reinier Peter Smits                                 |                        |
| 21 november 1832 - 24 oktober 1846 | Arnoldus van de Moosdijk                            |                        |
| 19 januari 1847 - 30 mei 1853      | Melchior van Bon                                    |                        |
| 1 juni 1853 - 15 maart 1885        | Johannes Theodorus Smits van Oyen                   | Conservatief Katholiek |
| 17 maart 1885 - 12 oktober 1898    | Josephus Theodorus Maria Smits van Oyen             | Gematigd Katholiek     |
| 1898 - 31 december 1919            | Petrus Henricus van Mens                            | Gematigd Katholiek     |

## 20e eeuw
| Ambtsperiode                       | Naam burgemeester     | Partij of stroming |
| ---------------------------------- | --------------------- | ------------------ |
| 1 januari 1920 - 31 januari 1941   | Anton Verdijk         | RKSP               |
| 1 februari 1941 - 5 september 1944 | Hub Pulles            | NSB                |
| september 1944 - 31 december 1945  | Anton Verdijk         | RKSP/KVP           |
| 21 september 1946 - februari 1957  | Hans Kolfschoten      | RKSP/KVP           |
| 1 mei 1957 - 19 mei 1959           | Charles van Rooy      | KVP                |
| 16 oktober 1959 - 22 november 1966 | Herman Witte          | KVP                |
| 5 april 1967 - 30 mei 1973         | Herman Witte          | KVP                |
| 1 december 1973 - 1 juli 1979      | Jacob Jan van der Lee | PvdA               |
| 16 augustus 1979 - 1 maart 1988    | Gilles Borrie         | PvdA               |
| 1 maart 1988 - 1 mei 1992          | Jos van Kemenade      | PvdA               |
| 1 mei 1992 - 1 september 2003      | Rein Welschen         | PvdA               |

## 21e eeuw
| Ambtsperiode                          | Naam burgemeester   | Partij of stroming | Bijzonderheden |
| ------------------------------------- | ------------------- | ------------------ | -------------- |
| 1 september 2003 - 30 juni 2007       | Alexander Sakkers   | VVD                |                |
| 1 september 2007 - 6 april 2008       | Gerrit Braks        | CDA                | waarnemend     |
| 7 april 2008 - 1 september 2016       | Rob van Gijzel      | PvdA               | [ 2 ]          |
| 13 september 2016 - 12 september 2022 | John Jorritsma      | VVD                | [ 3 ]          |
| 13 september 2022 - heden             | Jeroen Dijsselbloem | PvdA               | [ 4 ]          |